# Монтелла, Винченцо
Винче́нцо Монте́лла (итал. Vincenzo Montella; род. 18 июня 1974, Помильяно-д'Арко, Кампания) — итальянский футболист, нападающий, тренер. Главный тренер сборной Турции.
С 1999 по 2005 год провёл 20 матчей за сборную Италии, забил в них 3 гола. Участник чемпионата Европы 2000 года (2-е место) и чемпионата мира 2002 года. Завершил карьеру футболиста летом 2009 года.

## Карьера игрока
Монтелла начинал свою карьеру в клубе Серии C «Эмполи» в 1990 году, а в 1995 году перешёл в клуб Серии B «Дженоа», за который уже в первом (и единственном) сезоне забил 21 гол. После этого Монтеллу приобрела «Сампдория», выступавшая в Серии A. В этой команде Винченцо много забивал и два года подряд (1997 и 1998) был одним из лучших бомбардиров чемпионата (22 и 20 мячей). За 83 матча в составе генуэзцев Аэроплан (получит прозвище уже в «Роме» за характерное празднование забитых голов) наколотил 54 мяча.
Его игра привела к приглашению в «Рому» в 1999 после вылета «Сампдории» из Серии A. За него были заплачены 25 млн евро, но в первом же сезоне Винченцо стал их оправдывать, забив 18 голов и оформив дубль в ворота «Лацио», главного соперника «Ромы» в чемпионате (21 ноября 1999 года «Рома» победила 4:1). Вместе с Франческо Тотти и Марко Дельвеккьо, Монтелла составил атакующее трио римского клуба, являвшее собой одно из лучших нападений в Серии A. В сезоне 2000/01 Монтелла 13-ю голами помог команде выиграть чемпионат, а 10 марта 2002 года привёл в восторг болельщиков клуба, забив четыре мяча в ворота «Лацио», в результате чего «Рома» победила 5:1. Всего в римских дерби забил 8 мячей (7 в чемпионате и 1 в Кубке).
В сезоне 2003/04 Монтелла играл очень мало из-за травм. Но в следующем сезоне 2004/05 он продемонстрировал отменную форму и забил за «Рому» в чемпионате 21 гол в 37 матчах. Сезон 2005/06 вновь не удался из-за травм, Винченцо перенёс две операции на спине и плече, сыграв всего 13 матчей в чемпионате.
4 января 2007 года Монтелла отправился в аренду в лондонский «Фулхэм», где стал основным нападающим. В дебютном домашнем матче Кубка Англии 2006/07 против «Лестер Сити» он забил два гола, а вскоре забил и в ворота «Сток Сити» в следующем раунде этого турнира. 13 января 2007 года Монтелла сыграл свой первый матч в чемпионате Англии 2006/07 против «Вест Хэма», а 20 января 2007 года забил свой первый гол в английском чемпионате, реализовав пенальти в матче с «Тоттенхэмом». Итальянец стал очень популярным среди болельщиков «Фулхэма» после четырёх голов в трёх матчах подряд. 8 мая 2007 года, за неделю до конца срока аренды, Монтелла вернулся в «Рому».
На сезон 2007/08 Монтелла вернулся в «Сампдорию» на правах аренды. На сезон 2008/09 Монтелла вернулся в «Рому». 2 июля 2009 года футболист принял решение завершить карьеру. Ожидалось, что ему будет предложена работа в детско-юношеском секторе «Ромы».

### Сборная
Монтелла сыграл свой первый матч за сборную Италии 5 июня 1999 года против Уэльса. Также он принимал участие в чемпионате Европы 2000 года (в финале вышел на замену вместо открывшего счёт в матче Марко Дельвеккьо на 86-й минуте) и чемпионате мира 2002 года. В 2000 году Винченцо был награждён высшей наградой, орденом «За заслуги перед Итальянский Республикой», потому что был в серебряном составе сборной. С 2005 года Монтелла не получал приглашений в национальную команду и пропустил чемпионат мира в Германии. В итоге за сборную Италии он сыграл двадцать матчей, в которых забил три гола.

## Тренерская карьера

### «Рома»

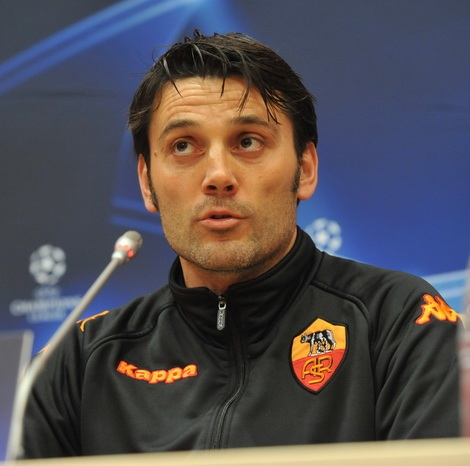
Монтелла в 2010 году

2 июля 2009 года Монтелла подписал 3-летний контракт с «Ромой». По его условиям он будет тренировать молодёжную команду клуба Giovanissimi Nazionali (возраст — до 15 лет).
21 февраля 2011 года Монтелла назначен главным тренером «Ромы» взамен подавшего в отставку Клаудио Раньери. 23 февраля 2011 года дебютировал на посту главного тренера «Ромы» в гостевом матче чемпионата Италии 2010/11 против «Болоньи», завершившемся победой «джаллоросси» благодаря голу Де Росси.
С приходом в римский клуб американских владельцев поползли слухи о возможном уходе Винченцо с поста главного тренера «джаллоросси».

### «Катания»
В начале июня появилась информация, что итальянский специалист в скором времени станет главным тренером «Катании».
9 июня 2011 года Монтелла назначен на пост главного тренера клуба «Катания». Контракт подписан сроком на 2 года. 4 июня 2012 года ушёл в отставку. Сотрудничество было прекращено по обоюдному согласию сторон.

### «Фиорентина»(2012—2015)
11 июня 2012 года назначен главным тренером «Фиорентины». Контракт был подписан на 2 года. В первый сезон под управлением Монтеллы «Фиорентина» совершила существенный скачок вверх, поднявшись с прошлогоднего 13-го места на 4-е, дающее право выступать в Лиге Европы. В следующем году «Фиорентина» вновь оказалась на 4-м месте и дошла до полуфинала Лиги Европы, где уступила будущему победителю турнира «Севилье». 8 июня 2015 года Монтелла покинул команду в связи с ухудшением отношений с руководством клуба.

### «Сампдория»
15 ноября 2015 года официальный сайт «Сампдории» объявил о приходе Монтеллы на пост главного тренера клуба. Соглашение со специалистом было заключено до 30 июня 2018 года. 28 июня 2016 года расторг контракт с «Сампдорией» по обоюдному согласию.

### «Милан»
28 июня 2016 года назначен главным тренером «Милана». За подписание итальянского специалиста россонери выплатили «Сампдории» компенсацию в размере 1,1 млн евро. Контракт рассчитан на два года. В свой первый сезон в стане «россонери» ему удалось добыть свой первый трофей на посту тренера и первый трофей миланцев за последние пять лет — Суперкубок Италии. Также ему удалось поднять клуб на 6-е место, дающее право принять участие в квалификации Лиги Европы. 30 мая 2017 года продлил контракт с «Миланом» до 30 июня 2019 года. 27 ноября 2017 года был уволен. После 14-ти туров команда шла на 7-м месте в чемпионате.

### «Севилья»
28 декабря 2017 года было объявлено о назначении Монтеллы главным тренером испанского футбольного клуба «Севилья», контракт с Винченцо заключён до 30 июня 2019 года. 28 апреля 2018 года пресс-служба «Севильи» объявила о прекращении сотрудничества с Винченцой Монтеллой, который занимал в клубе должность главного тренера. Под его руководством команда в 28 матчах одержала 11 побед, семь раз сыграла вничью и потерпела 10 поражений.

### «Фиорентина»(2019)
10 апреля 2019 года вернулся на пост главного тренера «Фиорентины». Контракт подписан до 30 июня 2021 года. 21 декабря 2019 года, через день после матча 17-го тура Серии A 2019/20 «Фиорентина» — «Рома» (1:4), был отправлен в отставку.

## Тренерская статистика
| Команда         | Начало работы    | Окончание работы | Результаты | Результаты | Результаты | Результаты | Результаты |
| Команда         | Начало работы    | Окончание работы | И          | В          | Н          | П          | В %        |
| --------------- | ---------------- | ---------------- | ---------- | ---------- | ---------- | ---------- | ---------- |
| Рома            | 21 февраля 2011  | 1 июня 2011      | 16         | 7          | 4          | 5          | 043,75     |
| Катания         | 9 июня 2011      | 5 июня 2012      | 40         | 12         | 15         | 13         | 030,00     |
| Фиорентина      | 11 июня 2012     | 8 июня 2015      | 151        | 79         | 32         | 40         | 052,32     |
| Сампдория       | 15 ноября 2015   | 28 июня 2016     | 27         | 6          | 6          | 15         | 022,22     |
| Милан           | 1 июля 2016      | 27 ноября 2017   | 64         | 32         | 14         | 18         | 050,00     |
| Севилья         | 28 декабря 2017  | 28 апреля 2018   | 28         | 11         | 7          | 10         | 039,29     |
| Фиорентина      | 10 апреля 2019   | 21 декабря 2019  | 27         | 6          | 7          | 14         | 022,22     |
| Адана Демирспор | 1 сентября 2021  | 12 июня 2023     | 78         | 40         | 18         | 20         | 051,28     |
| Турция          | 21 сентября 2023 | н.в.             | 21         | 11         | 4          | 6          | 052,38     |
| Всего           | Всего            | Всего            | 454        | 206        | 107        | 141        | 045,37     |

## Достижения

### В качестве игрока
«Рома»
- Чемпион Италии: 2000/01
- Финалист Кубка Италии (2): 2002/03, 2004/05
- Обладатель Суперкубка Италии: 2001

Сборная Италии
- Финалист чемпионата Европы: 2000

### В качестве тренера
«Фиорентина»
- Финалист Кубка Италии: 2013/14

«Милан»
- Обладатель Суперкубка Италии: 2016

«Севилья»
- Финалист Кубка Испании: 2017/18

### Личные
- Награда Энцо Беарзота: 2013
- Включён в зал славы клуба «Рома»: 2013[27]